# Geschiedenis van Maasmechelen

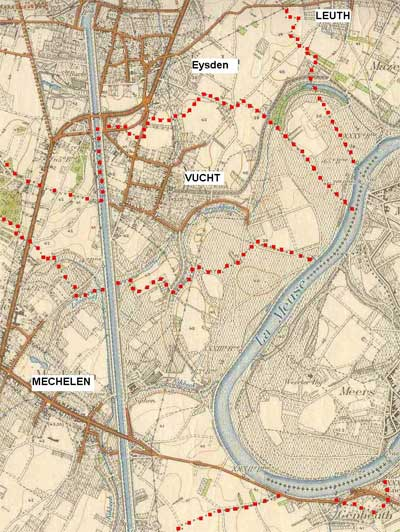
Kaart van Maasmechelen in 1935

De geschiedenis van Maasmechelen, een grensgemeente en voormalige mijngemeente in Limburg gaat terug tot archeologische vondsten die bewoning in de Maasvallei van circa 8000 jaar geleden aantonen. Aan de voet van het Kempens Plateau lagen drogere gronden die vaste verblijven mogelijk maakten. Bossen op de terrassen maakten plaats voor akkerbouw.

## Romeinse tijd en middeleeuwen
De Romeinen hebben de Heirstraat aangelegd die nu nog door Maasmechelen loopt. Deze weg was een belangrijke militaire verbinding (heir betekent leger) vanuit Maastricht naar de Limes langs de Rijn in Nijmegen. Langs deze verbindingsweg lagen en ontstonden verscheidene nederzettingen.
Komende uit het zuiden, de gemeente Lanaken, waar hij (Oude) Heirbaan heet, wordt de Heirstraat de hoofdas door het straatdorp Opgrimbie. Daarna is de Heirstraat de verbinding met Mechelen-aan-de-Maas, loopt vóór het Maasmechelse gemeentehuis door het Gemeenteplein en gaat richting Vucht en Eisden-Dorp, waar een deel van de Langstraat en de Kerkhofstraat het traject van de Romeinse weg volgen. Noordelijk van Maasmechelen, in Dilsen en Rotem is er opnieuw sprake van Heirbaan.
Deze heirweg illustreert uitstekend hoe de Romeinse ingenieurs een traject kozen dat de vruchtbare afzettingen en visgronden langs de Maas benaderde, maar tegelijkertijd behoed bleef bij hoogwater en dooi. Bodemonderzoek in het Belgisch Maasland toont aan dat de heirbaan hier nauwgezet de grens tussen het Laagterras en de riviervlakte volgt.
Vanaf de 8e eeuw werden door de Franken verschillende dorpen gesticht in de regio, terwijl de heirbaan praktisch ongewijzigd is blijven functioneren tot in de 19e eeuw. In de Franse tijd verloor de heirbaan gaandeweg zijn betekenis door de aanleg van de huidige gewestweg N78, in de volksmond nog steeds Rijksweg, als onderdeel van een nieuwe wegverbinding van Parijs naar Hamburg.
Tot aan de voltooiing van de Zuid-Willemsvaart in de eerste helft van de 19e eeuw was de Maas een belangrijke maar grillige en daardoor onbetrouwbare waterweg tussen Namen, Luik via Maastricht en Roermond naar de Nederlandse Rijndelta. De versterkte stad Maastricht had reeds vóór de Romeinse tijd een militair-strategisch belang op deze route, het was een belangrijk economisch kruispunt van transportwegen over water en over land. De omgeving van Maastricht deelde in deze positie.
Dorpen in Maasmechelen zijn eeuwenlang nauw verbonden geweest met deze stad: Mechelen-aan-de-Maas, met inbegrip van Daalgrimbie, was vanaf de vroege middeleeuwen tot aan de Franse Tijd in 1797 een van de Elf banken van Sint-Servaas, eigendommen van het kapittel van Sint-Servaas, een college van wereldlijke geestelijken, kanunniken, die prebenden en tienden inden en er het recht tot collatie uitoefenden. De vrije heerlijkheid Leut, met inbegrepen de dorpen Eisden en Meeswijk, was formeel sinds de 11e eeuw een leen van de Duitse keizer, maar zijn positie en het behoud van zijn onafhankelijkheid had Leut vooral te danken aan de nabijheid van Maastricht. Bij belegeringen van Maastricht deelden ook Uikhoven en Boorsem herhaaldelijk in de klappen met verwoestingen en plunderingen.
Op de Ferrariskaart van de Oostenrijkse Nederlanden, omstreeks 1775 uitgegeven, staan Mechelen-aan-de-Maas, Vucht en Eisden getekend in een Enclave de Hollande, terwijl Leut met enkele gehuchten langs de Maas in Terre Franche d' Empire liggen. Meeswijk wordt gesitueerd in het Principauté de Liege. Het kleinere Gremi (Opgrimbie zonder Daelgrimbie) en Boorsem (met Kotem) staan beiden omschreven als Enclave Liegeois. Het zuidelijk gelegen Uikhoven is een dorp in het Comté de Reckem.

## Nieuwe Tijd
Om het gevaar voor overstromingen te beperken werden herhaaldelijk dijken aangelegd. Omstreeks 1880 werden in het Belgische Maasland verschillende winterdijken aangelegd, waardoor de veiligheid steeg en de dorpen buiten deze dijken konden uitbreiden.

## Recente geschiedenis
De gemeente Maasmechelen is ontstaan na twee gemeentelijke fusies:
- 1970: Mechelen-aan-de-Maas fuseerde met Eisden, Vucht en Opgrimbie. De nieuw gevormde gemeente kreeg Mechelen-aan-de-Maas als centrum, omdat dit van de vier gemeenten de grootste in oppervlakte en sinds de Franse tijd een kantonhoofdplaats was. De fusiegemeente kreeg de naam Maasmechelen.
- 1977: Ten zuidoosten van de Zuid-Willemsvaart werden de gemeenten Boorsem en Uikhoven bij Maasmechelen gevoegd. In het noordoosten werden ook Leut en Meeswijk bij de gemeente gevoegd.

## Mijnbouw

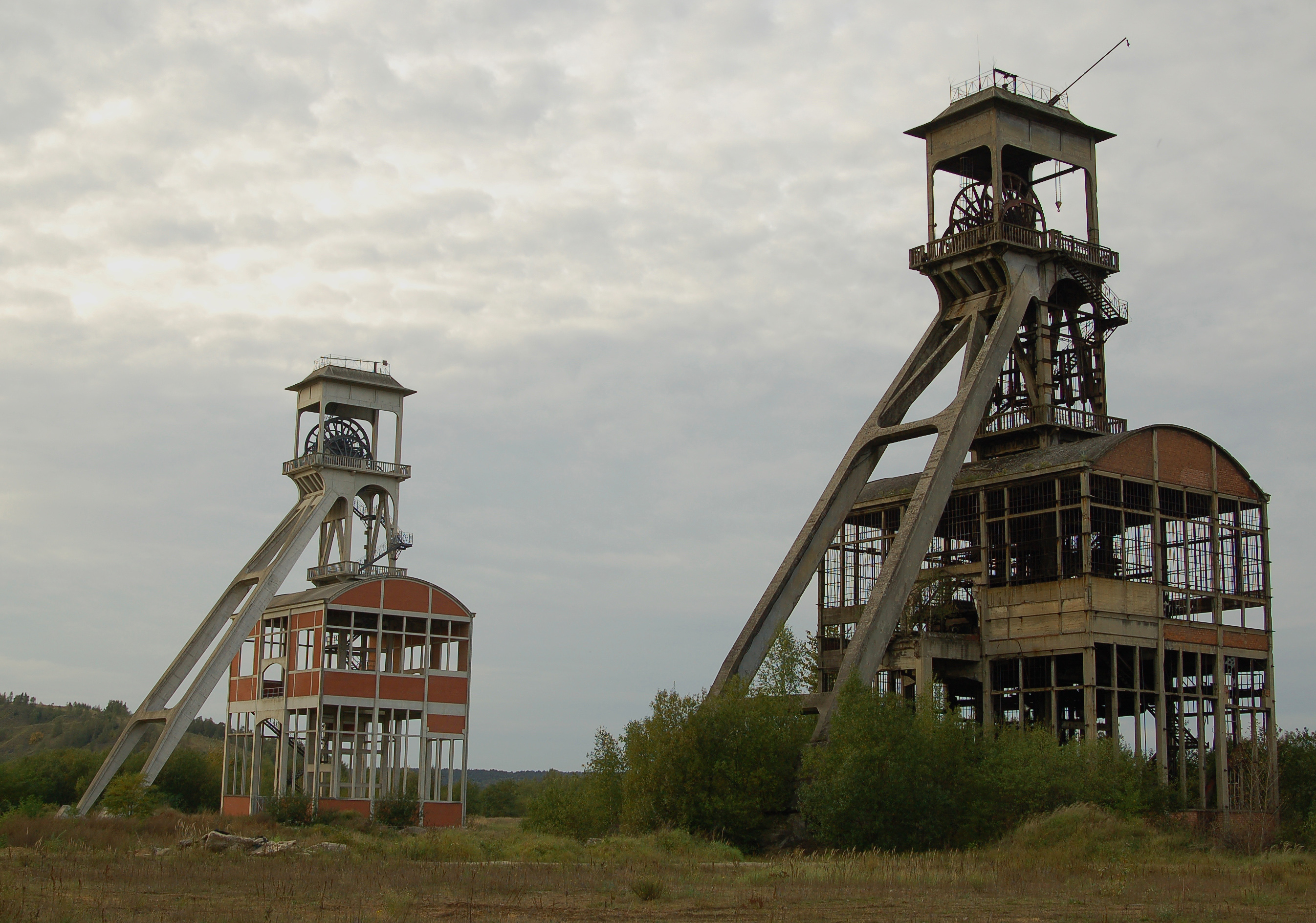
Schachtbokken van de mijn, Eisden

### Cités
Van 1923 tot 1987 werd in het noordwesten van deelgemeente Eisden door N.V. Steenkoolmijnen Limburg-Maas (opgericht in 1907 als S.A. Charbonnages Limbourg-Meuse) steenkool ontgonnen. In de vrijwel onbewoonde gemene gronden - arme zandgronden met landduinen, heide en bos - aan de overzijde van de Zuid-Willemsvaart, ten westen van de dorpskernen van Eisden, Vucht, Mechelen en Opgrimbie werden in de loop der jaren grote woonwijken gebouwd, in het begin door de mijn zelf (tuinwijken), later door sociale bouwmaatschappijen waarin ook de mijn van Eisden participeerde. De eerste tuinwijken Eisden-Tuinwijk en de Tuinwijk van Vucht telden al snel meer inwoners dan Eisden-Dorp en Vucht-Dorp. Daardoor kwam het dat na de Tweede Wereldoorlog de kleine gemeente Vucht meer Italiaanse dan Belgische inwoners had.

### Immigranten
De mijn had vanaf het begin in 1922 constant behoefte aan werkkrachten en ging daarvoor ook buiten de landsgrenzen werven. Hierdoor komt het dat veel inwoners van Maasmechelen verschillende buitenlandse achtergronden hebben. Naast Nederlanders wonen er mensen uit Centraal- en Oost-Europa en uit landen rond de Middellandse Zee. De grootste groepen zijn Polen, Italianen en Turken. Maar er is bijvoorbeeld ook een bloeiend Sloveens en Grieks verenigingsleven. Inmiddels zijn inwoners van "vreemde" komaf en hun (klein)kinderen meestal genaturaliseerd. Naar schatting de helft van de Maasmechelaars heeft één of meer buitenlandse roots.

### Gevolgen mijnbouw

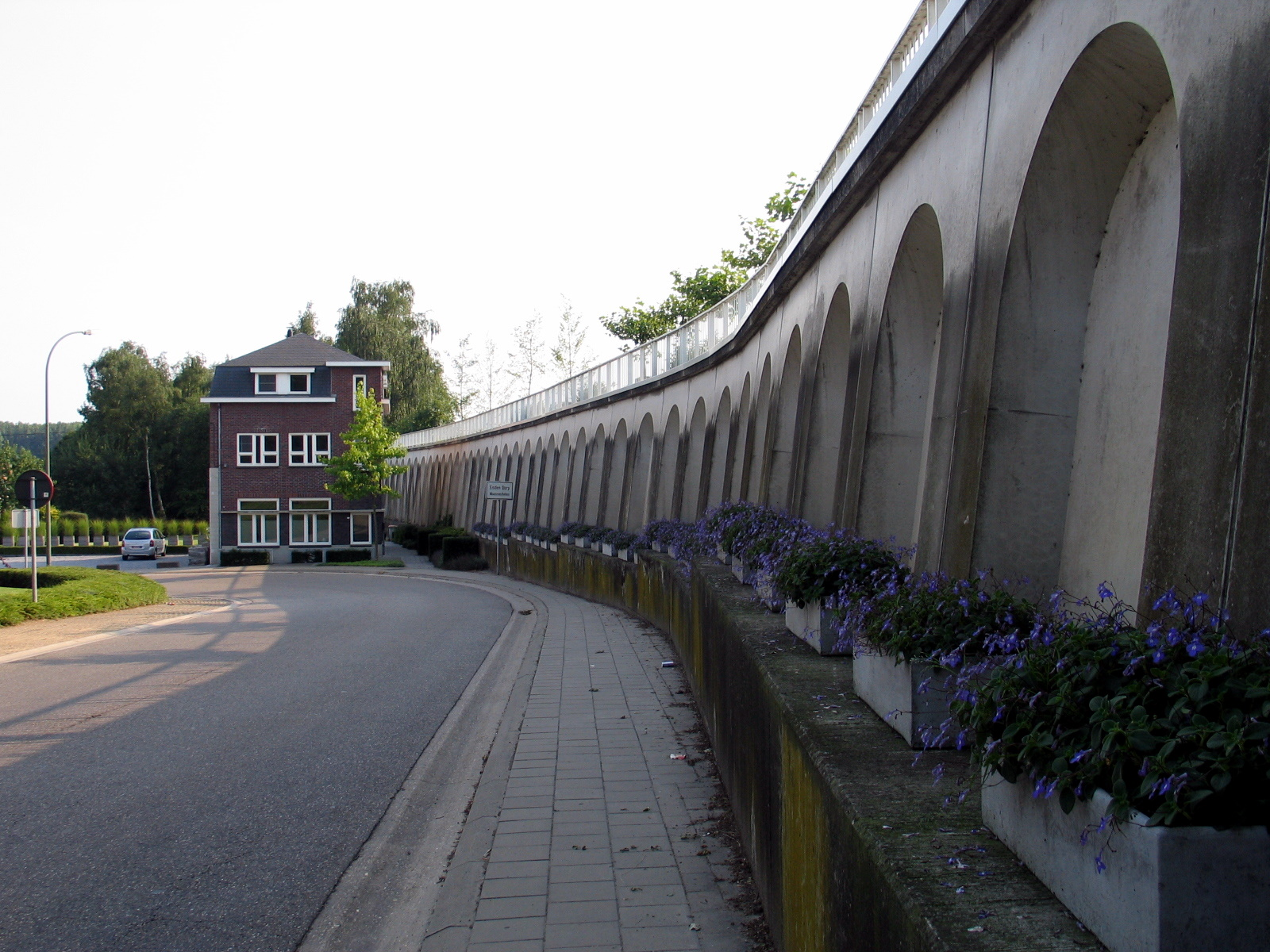
Grondverzakking Eisden: het huis lag ooit op hetzelfde niveau als de reling.

Eisden-Dorp, Leut en Meeswijk liggen in een mijnverzakkingsgebied, veroorzaakt door bodemdaling en inklinking na kolenwinning in de ondergrond. Er moet constant gepompt worden om te voorkomen dat grondwater het gebied onder water zou zetten. Er staan krachtige pompen in onder meer het Greven, een waterwingebied dat bijna 10 meter is gezakt, ten noorden van Eisden-Dorp en langs de (herhaaldelijk opgehoogde) dijken van de Zuid-Willemsvaart. De grote hoeveelheid water uit het gebied heeft een dusdanig goede kwaliteit dat het als leidingwater gebruikt wordt voor een groot deel van de provincie Limburg.

### Reconversie
Op een deel van het voormalige mijnterrein, nu Terhills genaamd, ligt Maasmechelen Village, een outlet-winkelgebied. Slechts enkele Eisdense mijngebouwen konden van de slopershamer gered worden en kregen na restauratie een nieuwe functie: gemeentelijke academie, hotel, Grand Café, bioscoopzalen. Van de twee schachtbokken, boven de met betonproppen gedichte mijnschachten, werd de zuidelijke kort na de mijnsluiting in 1987 gesloopt en is daarna snel heropgebouwd. Deze zal onderdeel worden van het Visitor Center, onderdeel van de hoofdpoort naar het Nationaal Park Hoge Kempen. De andere schachtbok was in slechte staat, werd uiteindelijk in 2017 opgeknapt, om het decor te worden van een evenementenzone in open lucht.

## Galerij

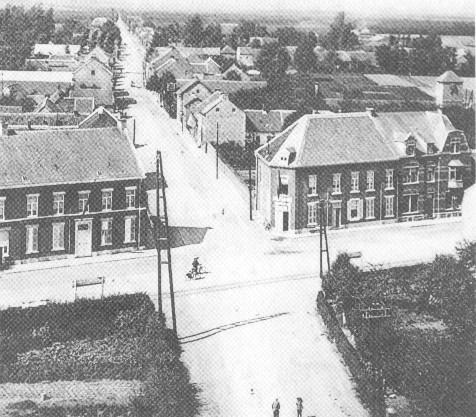
Kruising bij het gemeentehuis
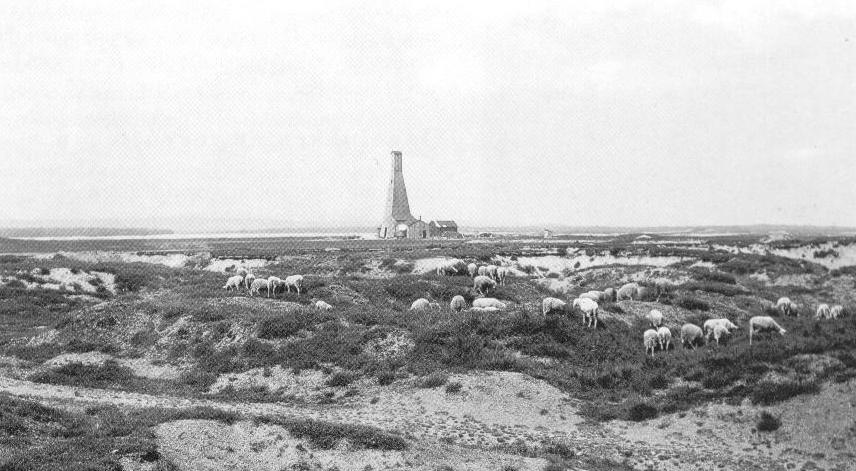
Landschap voor de bouw van de cités
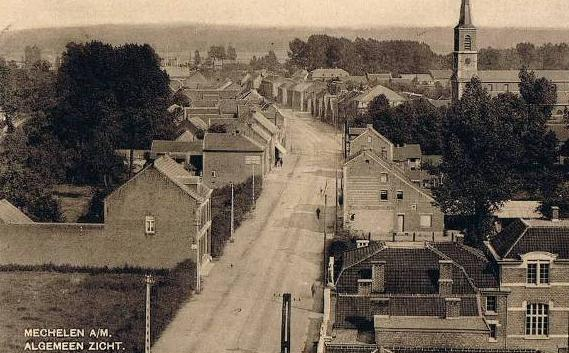
De Dokter Haubenlaan
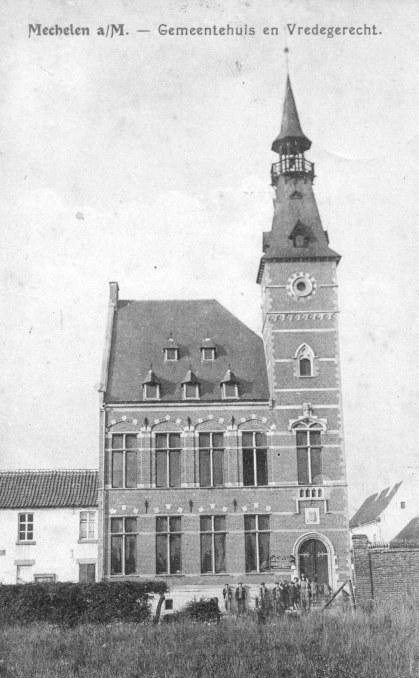
Het gemeentehuis voor het gebombardeerd werd tijdens de Tweede Wereldoorlog